# 爱情占线
《爱情占线》（A Mobile Love Story）是一部都市时尚爱情剧，于2007年2月开始拍摄，2008年5月在CCTV1早间剧场首次播出。本剧讲述的是几位年轻男女在爱情、友情与事业面前，如何一步步经历成长的曲折过程。

## 演员表
| 演員   | 角色   | 介紹 |
| 霍建华 | 陆云飞 |      |
| 韩雪   | 慕北北 |      |
| 李铭顺 | 林立中 |      |
| 罗珊珊 | 尤莉   |      |
| 林湘萍 | 苏菲   |      |
| 蒋冰冰 | 陈维沦 |      |
| 褚颖颖 | 思爱   |      |

## 電視劇歌曲
| 曲序 | 曲目                     |        | 作曲         | 演唱  |
| ---- | ------------------------ | ------ | ------------ | ----- |
| 1.   | 一个人的抒情歌（片頭曲） | 陈绮萱 | 陈忠义       | 韩雪  |
| 2.   | 残缺的日记（片尾曲）     | 薛亮   | 薛亮、张恒瑜 | Enjoy |

## 主创
- 出品：董娟、徐雨、李涌浩
- 制片：徐雨
- 编剧：周涌、董润年
- 总监制：程琳
- 导演：蒋家骏
- 出品：北京艺博影视制作有限公司
- 国内发行：
- 北京艺博影视制作有限公司
- 海外发行：
- 新加坡新传媒私人有限公司
- 联合摄制：
- 北京艺博影视制作有限公司
- 江西文联影视艺术中心有限公司
- 北京紫金阳光文化传播有限公司
- 新加坡新传媒私人有限公司

## 其它
- 首次播出
- 中华人民共和国CCTV1
- 2008年5月
- 结局：慕北北和陆云飞在一起
- 新加坡新传媒8频道
- 2008年6月
- 结局：慕北北和林立中在一起